# Drosophila starmeri
Drosophila starmeri är en tvåvingeart som beskrevs av Wasserman, Koepfer och Ward 1973. Drosophila starmeri ingår i släktet Drosophila och familjen daggflugor.
Artens utbredningsområde är Venezuela.